# Иванов, Николай Николаевич (эсер)
Николай Николаевич Иванов (22 февраля 1888, Тифлис — 1937) — эсер, член Всероссийского учредительного собрания.

## Биография
Родился в семье чиновника, надворного советника. Окончил Тифлисскую гимназию. Выпускник Петербургского университета. В 1906 году стал членом партии эсеров, вошёл в боевую дружину. В 1907 приговорён к сроку 8 лет ссылки. В 1908 приговорён как член Северного летучего отряда Трауберга к 10 годам каторги. С 1916 года на поселении в Сибири. В 1917 году снова в Петрограде. Партия эсеров отправила Иванова на работу в 5-ю армию. Глава военной комиссию ЦК эсеров, делегат IV съезда, избран кандидатом в члены ЦК партии социалистов-революционеров.
В 1917 году избран во Всероссийское учредительное собрание от Северного фронта по списку № 3 (эсеры и Совет Крестьянских Депутатов). Участвовал в заседания Учредительного собрания 5 января 1918 года.
В середине мая 1918 участвовал в VIII Совете партии эсеров, где было принято решение о начале вооружённого восстания. После этого летом того же года вместе с И. И. Тетёркиным был направлен в Ижевск. Был членом Комуч, принимал участие в работе Уфимского совещания, занимал позицию «левого центра». В Уфе арестован колчаковской контр-разведкой, отправлен в Омскую тюрьму. Смог бежать во время восстания рабочих.
Вёл нелегальную партийную работу на территории советской России. Официально работал заместителем начальника отдела учёта и распределения рабочей силы Наркомата путей сообщения. 3 августа 1921 года арестован ВЧК. 7 августа 1922 года Верховным трибуналом ВЦИК в составе 1-й группы подсудимых на процессе эсеров приговорён к расстрелу. 8 августа 1922 постановлением Президиума ВЦИК исполнение приговора отсрочено. 11 января 1924 года Президиумом ВЦИК смертная казнь заменена 5 годами лишения свободы со строгой изоляцией, с окончанием срока 2 августа 1926 года. Неоднократно держал голодовки, требуя изменения тюремного режима. 10 сентября 1926 года Особым совещанием при Коллегии ОГПУ сослан в Самарканд на 3 года, затем срок ежегодно продлевался на 1 год, а в 1936 — на 3 года. Работал в Наркомземе и Узветснабпроме. 6 марта 1930 года на своём нелегальном собрании Ташкентская группа эсеров осудила «цекистов» Н. Н. Иванова и Е. М. Ратнер за «непартийное поведение», состоявшее в их сотрудничестве с коммунистической прессой. Член Общества политкаторжан и ссыльнопоселенцев.
Арестован и, как утверждает ряд источников, расстрелян. Однако по сведениям правнука Н. Н. Иванова, А. Ю. Серова, семья[кто?] получила[когда?] официальный ответ ФСБ: «Данных после 1936 года — нет».
28 июня 2001 г. по делу 1922 года реабилитирован Генпрокуратурой Российской Федерации с формулировкой ввиду «отсутствия доказательств того, что Иванов лично занимался военной работой, направленной на свержение советской власти».

## Семья
- Жена — Рахиль Бенциановна Юцис[7].
  - Дочь — Мария Николаевна Юцис[источник не указан 999 дней].
- Сестра (по матери[источник не указан 999 дней]) — Елена Александровна Иванова[7].

### Рекомендуемые источники
- Морозов К. Н. Судебный процесс социалистов-революционеров и тюремное противостояние (1922—1926): этика и тактика противоборства. М.: Изд-во: РОССПЭН 2005. ISBN 5-8243-0735-0